# 康錂
康錂（？—？），直隶蔚州（今河北蔚县）人，清朝政治人物。监生出身。
康錂曾于乾隆三十年（1765年）以青浦縣縣丞署江蘇金山縣知縣。乾隆三十三年（1768年）二月去職。乾隆三十五年（1770年）署娄县知县一职，同年由李士珠接任。